# 쓰루가오카역
쓰루가오카역(일본어: 鶴ヶ丘駅, つるがおかえき 쓰루가오카에키[*])은 일본 오사카부 오사카시 아베노구에 위치한 서일본 여객철도의 역이다.

## 역 구조
예전에는 상대식 승강장 2면 2선의 지상역이었지만 현재는 2면 4선의 고가역 형태로 증축되었다. 서일본 여객철도 교통 서비스의 위탁역이었지만 현재는 직영역이다.
이코카 및 제휴 교통카드의 사용이 가능하며 서일본 여객철도의 특정도구시내 제도에 의한 오사카 시내에 속한다.

### 승강장
| 1 · 2 | ■ 한와 선 | 덴노지 · 오사카 방면                 |
| 3 · 4 | ■ 한와 선 | 오토리 · 간사이 공항 · 와카야마 방면 |

## 역사
- 1938년 5월 22일: 개업.
- 1940년 12월 1일: 회사 간 인수 합병에 따라 난카이 전기 철도 야마테 선의 소속이 되었다.
- 1944년 5월 1일: 국유화에 따라 일본국유철도의 소속이 됨과 동시에 역으로 승격하였다.
- 1987년 4월 1일: 민영화에 따라 서일본 여객철도의 소속이 되었다.
- 2003년 11월 1일: 이코카의 사용이 개시되었다.
- 2006년 5월 21일: 고가화 완료.

## 인접정차역
| 서일본 여객철도 한와 선  | 서일본 여객철도 한와 선 | 서일본 여객철도 한와 선 |
| ------------------------ | ----------------------- | ----------------------- |
| 미나미타나베 덴노지 방면 | ■ 한와 선 보통          | 나가이 와카야마 방면    |